# Sznur
Sznur war ein polnisches Längenmaß und bedeutet Schnur, Kette. Durch einen Erlass vom 13. Dezember 1818 sollten ab 2. Januar 1819 verschiedene Längenmaße gelten, auch Sznur.
- 1 Sznur = 19150,3873 Pariser Linien = 43,2 Meter

Die Maßkette war
- 1 Sznur = 10 Pretow/Ruten = 75 Ellen = 100 Preciki/Rutchen = 1000 Lawek = 1800 Zoll = 21.000 Linien = 43.200 Millimeter
- 1 Sznur = 25 Klafter = 150 Stopa/Fuß